# Escudo de Boal

Escudo de Boal: al igual que sucede con muchos concejos asturianos, Boal tampoco tenía escudo, por lo que fue inventado por Octavio Bellmunt y Fermín Canella en su obra "Asturias", muy parecido a los que inventaron para los concejos occidentales de Asturias. Actualmente Boal utiliza este escudo, aunque no está legalizado. Su escudo es medio partido y cortado.
- Primer cuartel partido: torre almenada con águila y dos palmas en los laterales.

- Segundo cuartel partido: Cruz de los Ángeles en oro y piedras preciosas.

Estos dos primeros cuarteles, representan las armas del concejo de Castropol, aunque este concejo sólo emplea el primer cuartel y con otros colores.
- Tercer cuartel cortado: Buey de oro, este hace alusión al nombre del concejo en voz latina "bos" (buey).

Al timbre corona real cerrada. 
- Datos: Q8777860